# 피케이투
주식회사 피케이투(pkay2)는 온라인 게임의 아이템 거래를 중개하는 웹사이트 에버아이템(everitem)을 운영하는 회사이다. RPG를 비롯해 FPS, 캐쥬얼게임 등 모든 온라인게임의 아이템 거래를 중개하며 결제대금 예치제도인 에스크로 방식을 사용해 안전거래 방식으로 G마켓과 공동운영하고 있다.

## 서비스
- 온라인게임 아이템 거래 중개
- 게임 친구 찾기 SNS 게임